# 河西街道 (陆丰市)
河西街道，是中华人民共和国广东省汕尾市陆丰市下辖的一个乡镇级行政单位。

## 行政区划
河西街道下辖以下地区：
湖田社区、竹林村、石山村、大务村、湖畔村、湖口村、山脚村、新陆村、香校村、夏陇村、后坑村、卧龙村和汾河村。